# Forcipomyia miricornis
Forcipomyia miricornis är en tvåvingeart som beskrevs av Jean-Jacques Kieffer 1916. Forcipomyia miricornis ingår i släktet Forcipomyia och familjen svidknott.
Artens utbredningsområde är Taiwan. Inga underarter finns listade i Catalogue of Life.